# Strophurus mcmillani
Strophurus mcmillani är en ödleart som beskrevs av  Storr 1978. Strophurus mcmillani ingår i släktet Strophurus och familjen geckoödlor. Inga underarter finns listade i Catalogue of Life.